# Joegoslavisch voetbalelftal (mannen)

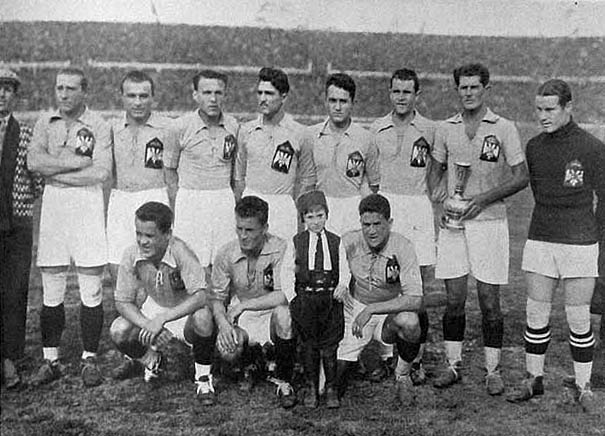
Elftal in 1930

Het Joegoslavisch voetbalelftal was een team van voetballers dat het toenmalige Joegoslavië vanaf 1920 vertegenwoordigde in internationale wedstrijden tot het land in 1992 uit elkaar viel. Het betreft de volgende staten:
- Koninkrijk der Serviërs, Kroaten en Slovenen (1920-1929)
- Koninkrijk Joegoslavië (1929-1941)
- Federale Volksrepubliek Joegoslavië (1946-1963)
- Socialistische Federale Republiek Joegoslavië (1963-1992)

In 1992 viel Joegoslavië uiteen. Bosnië en Herzegovina, Kroatië, Macedonië en Slovenië werden onafhankelijk en richtten hun eigen voetbalbond en -elftal op. De republieken Servië en Montenegro gingen echter samen door als de Federale Republiek Joegoslavië. In 2003 werd de Federale Republiek omgevormd tot de confederatie Servië en Montenegro. Dit artikel betreft echter niet het voetbalelftal van de Federale Republiek Joegoslavië; zie daarvoor het artikel voetbalelftal van Servië en Montenegro.
Voor de opvolgers van Joegoslavië zie:
- Bosnië en Herzegovina
- Kroatië
- Noord-Macedonië
- Servië en Montenegro
  - Montenegro
  - Servië
- Slovenië
- Kosovo

## Geschiedenis

### 1920 - 1939 De beginjaren
Het debuut van het Joegoslavisch team was in 1920 tijdens de Olympische Spelen van 1920, in Brussel werd meteen de zwaarste nederlaag aller tijden geleden: 7-0 tegen Tsjecho-Slowakije. Ook de volgende edities van de Olympische Spelen waren geen succes, in 1924 opnieuw 7-0 tegen Uruguay en in 1928 2-1 tegen Portugal.
In 1930 schreef Joegoslavië zich als een van de slechts vier Europese ploegen in voor het eerste WK in Uruguay. De Kroatische spelers boycotten het nationale team en het team kreeg na wat geharrewar twee maanden voor het begin van het toernooi toestemming van koning Alexander I om het toernooi te spelen met louter Servische spelers. In de eerste wedstrijd werd een 2-1-overwinning tegen het favoriete Brazilië behaald en na een 4-0-zege op Bolivia was Joegoslavië het enige Europese land dat de halve finale haalde. In de halve finale nam Joegoslavië een voorsprong tegen het gastland, maar uiteindelijk won Uruguay met duidelijke cijfers: 6-1.
In het volgende WK waren voorronde-wedstrijden nodig, in een halve competitie streed Joegoslavië met Zwitserland en Roemenië om twee WK-plaatsen. Na een 2-2 gelijkspel tegen Zwitserland werd er met 2-1 verloren van Roemenië, waardoor het land het toernooi misliep. In 1938 was Polen met 4-0 in de uitwedstrijd veel te sterk, waardoor de return geen waarde meer had.

### 1946 - 1962 4 finales op de Olympische Spelen, 2e op EK, 4e op WK

#### Olympische Spelen 1948 - 1960

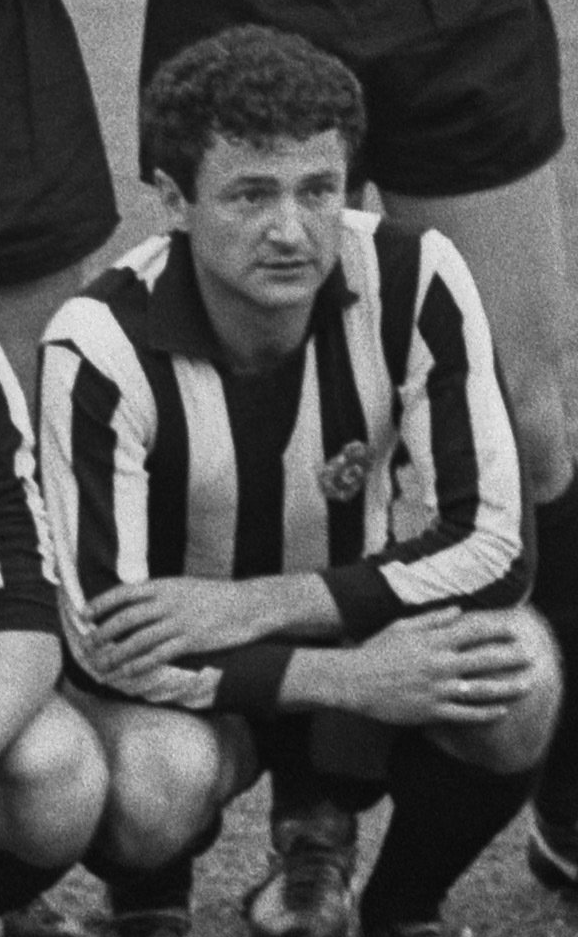
Milan Galić

Na de Tweede Wereldoorlog ontstond een sterke generatie met als bekendste spelers Rajko Mitić en de broers Željko en Zlatko Čajkovski. Op de Olympische Spelen in Londen haalde het team de finale na overwinningen op Luxemburg, Turkije en Groot-Brittannië. In finale was Zweden met 3-1 te sterk, Stjepan Bobek scoorde het enige Joegoslavische doelpunt.
In 1952 was de Sovjet-Unie de lastigste tegenstander op weg naar de finale. In Helsinki verspeelde het team in het laatste kwartier een 5-1-voorsprong, eindstand 5-5. In de replay maakte Joegoslavië een 0-1-achterstand goed (eindstand: 3-1) en na zeges op Denemarken en West-Duitsland werd de finale opnieuw gehaald. In de finale was Hongarije met 2-0 te sterk. Branco Zebec was topscorer van het toernooi met zeven doelpunten.
In 1956 haalde het team voor de derde keer de finale, het toernooi was sterk gedevalueerd, verschillende teams trokken zich terug vanwege de Russische invasie van Hongarije en de Suezcrisis. Overwinningen op de teams van de Verenigde Staten en India waren genoeg om de finale te halen. In de finale was de Sovjet-Unie met 1-0 te sterk.
In de kwalificatie voor de vierde olympische finale was Israël bijna te sterk en de finale werd gehaald door overwinningen op Bulgarije en Italië na het gooien van het muntstuk. In de finale tegen Denemarken werd de gouden medaille behaald. Milan Galić werd topscorer van het toernooi met zeven doelpunten.

#### WK 1950
Kwalificatie voor het WK leverde een slijtageslag op tegen Frankrijk, de wedstrijden in Belgrado en Parijs eindigde in 1-1 en er moest een beslissingswedstrijd gespeeld worden in Florence. Nadat Prvoslav Mihajlović vlak voor tijd de gelijkmaker scoorde (2-2) zorgde Željko Čajkovski in de 114e minuut eindelijk voor de beslissing. Op het WK in Brazilië begon Joegoslavië met duidelijke overwinningen op Zwitserland en Mexico. Omdat Brazilië gelijkspeelde tegen Zwitserland zou Joegoslavië genoeg hebben aan een gelijkspel om de finalepoule te halen. In het nog in aanbouw zijnde Maracanã-stadion kreeg Rakjo Mitić een stuk beton op zijn hoofd en moest hij daarom eerst verzorgd worden. De wedstrijd begon niettemin zonder hem en met 10 man kwam Joegoslavië met 1-0 achter. Na een kwartier nam Mitić weer deel aan het spel, de wedstrijd kantelde, maar na de 2-0 van Zizinho was de wedstrijd definitief beslist.

#### WK 1954

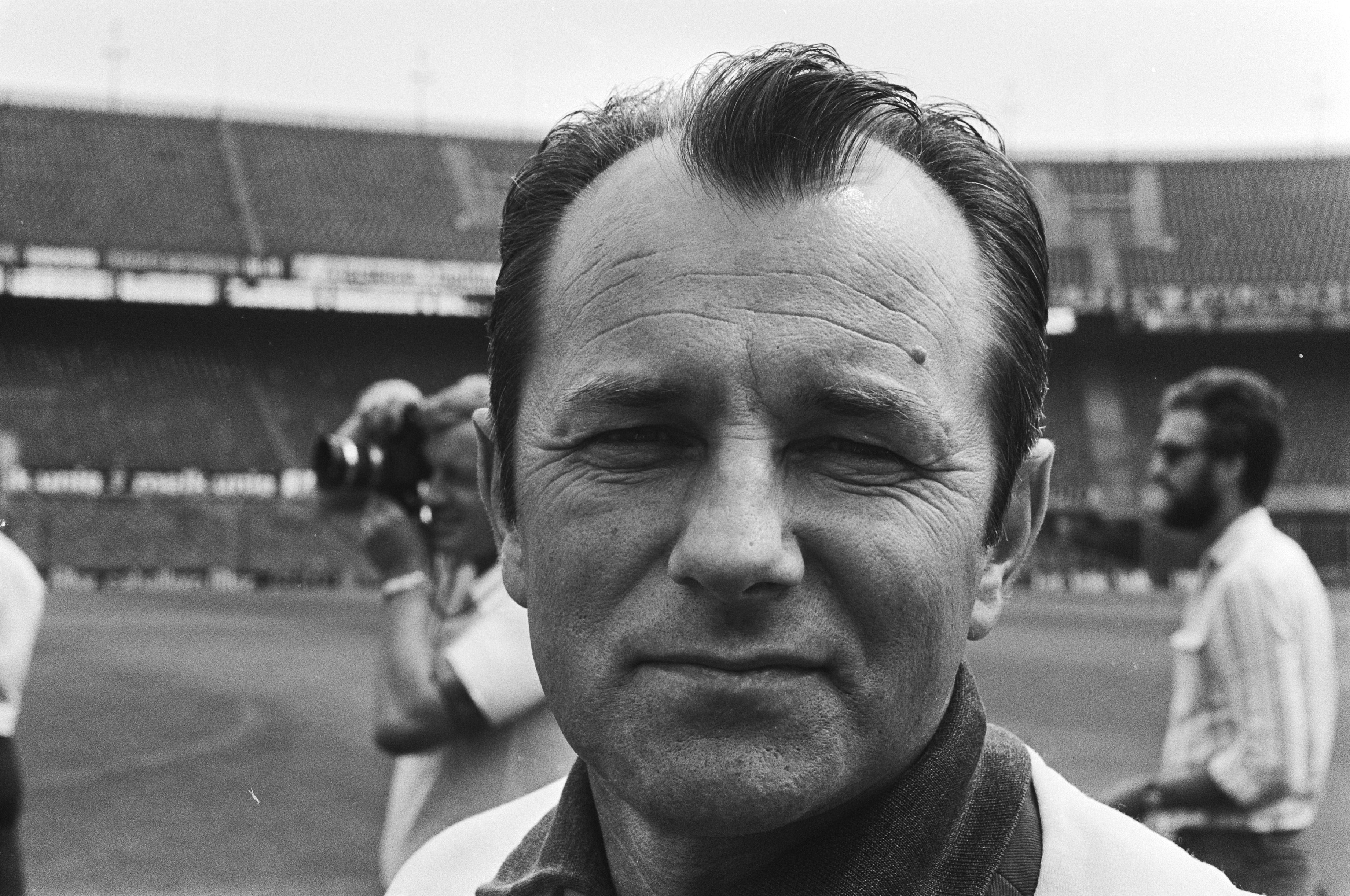
Vujadin Boškov

Joegoslavië won alle vier de wedstrijden met 1-0 en ten koste van Griekenland en Israël werd de eindronde gehaald. Op het WK in Zwitserland behoorde Joegoslavië niet tot de "geplaatste landen", het speelde in zijn groep alleen tegen de geplaatste landen Brazilië en Frankrijk en niet tegen het eveneens ongeplaatste Mexico. Het won met 1-0 van Frankrijk door een doelpunt van Miloš Milutinović. Een gelijkspel tegen Brazilië was genoeg voor beide landen om zich te plaatsen voor de kwartfinale. Joegoslavië was favoriet tegen West-Duitsland, maar kwam snel achter door een eigen doelpunt van Ivica Horvat en kon ondanks een stormloop de gelijkmaker niet forceren.

#### WK 1958
Voor de derde achtereenvolgende maal plaatste Joegoslavië zich voor het WK, het moest de beslissende wedstrijd tegen Roemenië winnen en won met 2-0 dankzij twee doelpunten van Milutinović. Joegoslavië begon het WK in Zweden matig met een gelijkspel tegen Schotland, maar won voor de derde achtereenvolgende keer op een WK van Frankrijk: 3-2. Een 3-3 gelijkspel tegen Paraguay zorgde voor kwalificatie voor de kwartfinales, maar door het gelijkspel eindigde de ploeg als tweede en moest het opnieuw tegen West-Duitsland spelen. Joegoslavië was kansloos tegen de regerende wereldkampioen, al was de eindstand draaglijk: 1-0. Een hele generatie Joegoslavische spelers nam afscheid van het nationale team, waaronder Vujadin Boškov, die een grote carrière zou opbouwen als coach van o.a. Feyenoord, Real Madrid en Sampdoria.

#### EK 1960

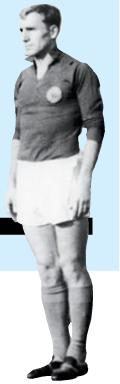
Dražan Jerković

Een nieuwe generatie moest het land leiden naar het eerste EK, in een gedevalueerd deelnemersveld waren twee rondes nodig om het eindtoernooi te halen, in de achtste finales werd Bulgarije en in de kwartfinales werd Portugal verslagen. Na een 2-1-nederlaag in Lissabon werd de return met 5-1 gewonnen. Het eerste EK werd gehouden in Frankrijk en het deelnemersveld bestond uit vier landen. Frankrijk was voor de vierde keer tegenstander van Joegoslavië, maar leek nu eindelijk te gaan winnen, want een kwartier voor tijd stond Joegoslavië met 4-2 achter. Tussen de 75e en 79e minuut scoorde Joegoslavië drie keer, waaronder twee treffers van Dražan Jerković: 4-5. In de finale tegen de Sovjet-Unie speelde men vooral tegen doelman Lev Jasjin, die zijn ploeg op de been hield met een aantal reddingen. Joegoslavië kwam in de eerste helft met 1-0 voor dankzij Galić, maar in de tweede helft liet doelman Vidinić een bal uit zijn hand glippen, waardoor de Sovjets gelijk kwamen. In de verlenging viel de beslissing, door een doelpunt van Viktor Ponedelnik werd de Sovjet-Unie de eerste Europese kampioen. Later in de zomer namen de Joegoslaven revanche door het olympisch goud te winnen.

#### WK 1962
Joegoslavië schakelde voor het WK Polen uit door met 2-1 te winnen in Belgrado en met 1-1 gelijk te spelen in Chorzów. In een Play-offwedstrijd tegen de Aziatische nummer één Zuid-Korea werd twee keer simpel gewonnen en Joegoslavië plaatste zich voor de vierde achtereenvolgende keer voor een WK. Het WK in Chili begon met een reprise van de Europese finale, de Sovjet-Unie won opnieuw met 2-0. De Sovjet-Unie speelde bijna de hele tweede helft met tien man, omdat een ruwe tackle een beenbreuk opleverde, de opmaat voor een buitensporig hard toernooi. De eerste helft door twee duidelijke overwinningen op Uruguay (3-1) en Colombia. Voor de derde achtereenvolgende keer was West-Duitsland de tegenstander in de kwartfinale, na twee eerdere nederlagen werd er nu gewonnen door een doelpunt van Petar Radaković vlak voor tijd. De halve finale tegen Tsjecho-Slowakije werd met 3-1 verloren door sterk keeperswerk van de Tsjechische doelman Schroiff en fouten in de verdediging. Uiteindelijk eindigde Joegoslavië op de vierde plaats door een 1-0-nederlaag tegen Chili. Jerković was een van de zes topscorers van het toernooi met vier doelpunten.

### 1962 - 1980 Wisselvalligheid troef

#### 1962 - 1966
Na het succes in Chili volgde een neergang, voor het EK van 1964 werd Joegoslavië in de achtste finales uitgeschakeld door Zweden, na een doelpuntloos gelijkspel in Belgrado werd in de return in Malmö met 3-2 verloren. Ook de Olympische Spelen in 1964 werden geen succes, na vier opeenvolgende finaleplaatsen volgde nu een teleurstellende zesde plaats. Voor kwalificatie voor het WK van 1966 was Frankrijk weer de tegenstander, beide landen wonnen hun thuiswedstrijd met 1-0. Joegoslavië liet het echter liggen in de confrontaties tegen Noorwegen, in Oslo werd een smadelijke 3-0-nederlaag geleden, Joegoslavië eindigde zelfs op de derde plaats in zijn groep. De generatie Jerković/Galić nam afscheid van het nationale team, in die periode debuteerde het grote talent Dragan Džajić.

#### EK 1968

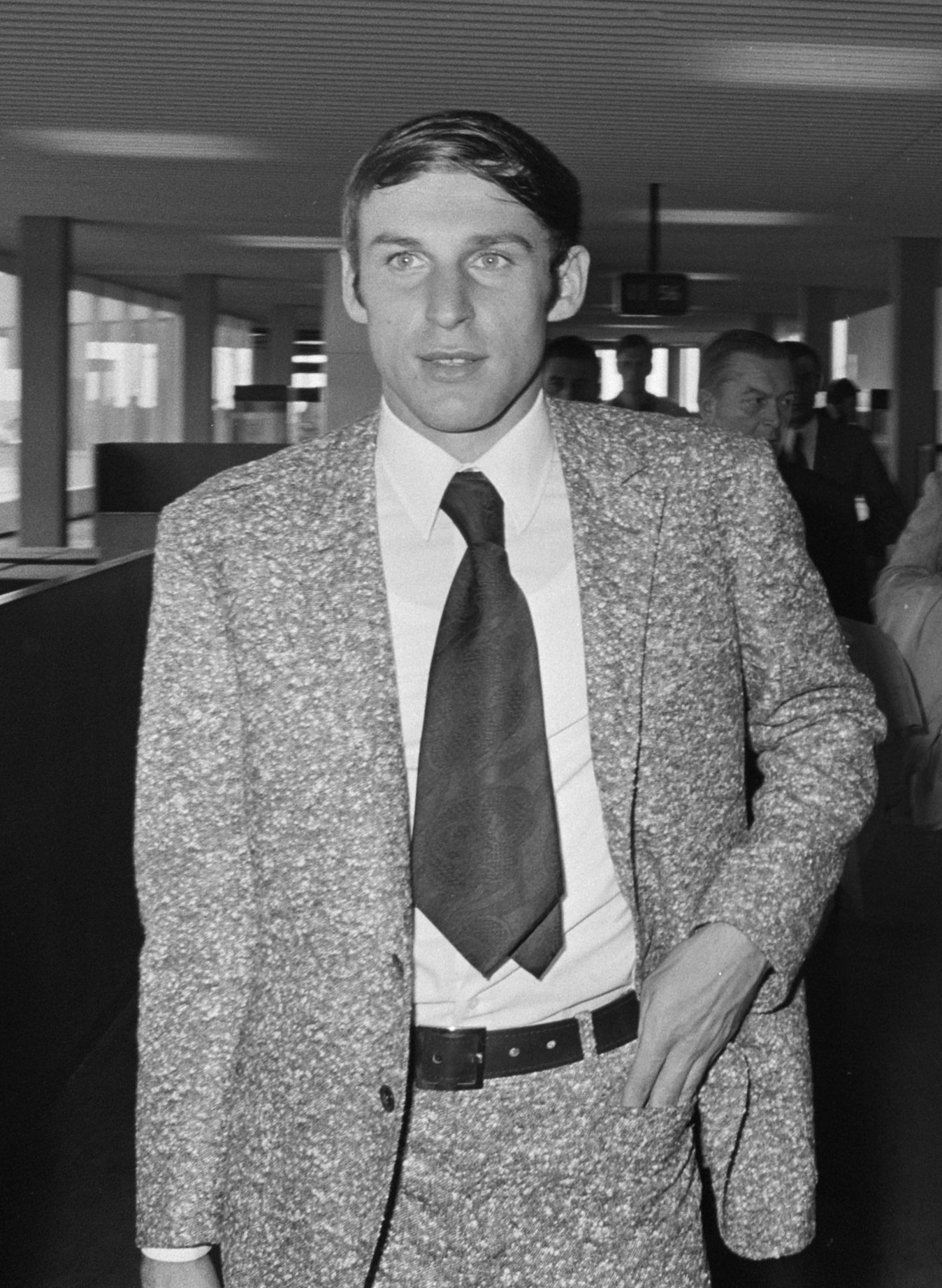
Dragan Džajić

In de eerste ronde voor kwalificatie voor het EK van 1968 was de loting pittig, voornaamste tegenstander voor een plaats in de kwartfinales was finalist op het laatste WK West-Duitsland. Joegoslavië won in Belgrado met 1-0 door een doelpunt van Josip Skoblar, maar verloor in Hamburg met 3-1. Een beslissingswedstrijd op neutraal terrein leek onvermijdelijk, maar omdat West-Duitsland in de laatste wedstrijd tegen Albanië met 0-0 gelijkspeelde, was Joegoslavië geplaatst voor de kwartfinale, het zou de eerste en laatste keer zijn dat (West-)Duitsland zich niet plaatste voor een groot toernooi. In de kwartfinale wachtte de zoveelste confrontatie met Frankrijk, na een 0-0 gelijkspel won Joegoslavië in Belgrado met grote cijfers: 5-1. Het EK in Italië bestond uit vier deelnemers, het deelnemersveld was pittig met naast het gastland, wereldkampioen Engeland en nummer vier van het laatste WK de Sovjet-Unie. Het venijn van de halve finale tegen Engeland zat hem in de staart; Joegoslavië won in Florence met 1-0 van de door een sterke individuele doelpunt van Džajić vier minuten voor tijd en Džajić maakte veel indruk met wervelende, individuele acties en was de smaakmaker van het toernooi. Het was het enige doelpunt in de halve finales, aangezien de andere halve finale tussen Italië en de Sovjet-Unie beslist werd door het gooien van een muntstuk, Italië was de gelukkigste. Joegoslavië kwam in de eerste helft met 1-0 voor door opnieuw een doelpunt van Džajić en het was aan de Italiaanse doelman Dino Zoff te danken, dat de voorsprong niet vergroot werd. De scheidsrechter gaf een vrije trap aan de Italianen, die niemand zag en hinderde enkele uitlopende Joegoslaven, waardoor er een gat in de muur ontstond en Italië vlak voor tijd de gelijkmaker kon scoren. Omdat de score na 120 minuten nog steeds gelijk was en deze keer niet werd geloot werd er een tweede finalewedstrijd georganiseerd. Dat duel verloor Joegoslavië met 2-0 en het eindigde opnieuw op een tweede plaats op een EK.

#### 1968 - 1972

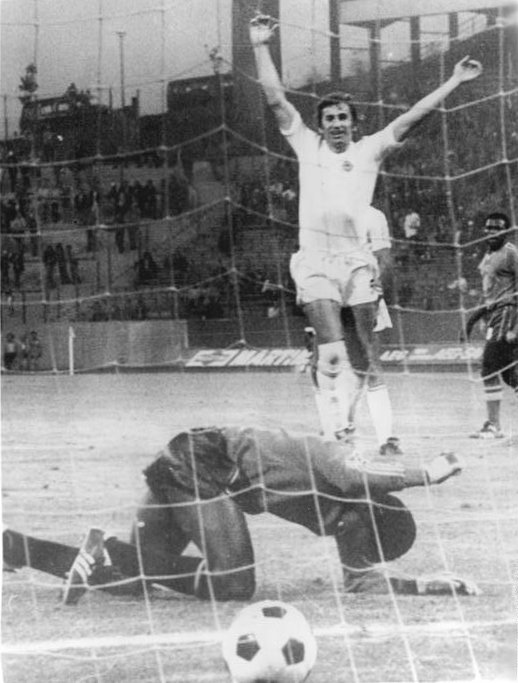
Josip Katalinski scoort op het WK in 1974 tegen Zaïre

De jaren daarna vielen de prestaties weer tegen, Joegoslavië verloor al snel in de kwalificatie voor het WK van 1970 met 3-0 van België en nadat één punt werd gehaald in de confrontaties tegen Spanje was uitschakeling onvermijdelijk, Joegoslavië eindigde op de tweede plaats achter het verrassende België. Voor het EK van 1970 moesten twee opkomende landen bestreden worden: Nederland en Oost-Duitsland. Tegen beide landen werden drie punten gehaald en ondanks een beschamend gelijkspel thuis tegen Luxemburg was een plaats in de kwartfinales geen enkel probleem. In de kwartfinale wachtte de Sovjet-Unie, na drie speelhelften zonder doelpunten sloegen de Russen in de tweede helft van de wedstrijd in Moskou genadeloos toe: 3-0.

#### WK 1974
Joegoslavië streed met Spanje om één plaats op het WK in 1974, beide wedstrijden tussen de twee concurrenten eindigden in een gelijkspel. Beide landen wonnen van de derde tegenstander Griekenland, Joegoslavië moest de laatste wedstrijd in Athene met twee doelpunten verschil winnen om een beslissingswedstrijd af te dwingen, dat lukte door een doelpunt in de laatste minuut van Stanislav Karasi. De beslissingswedstrijd werd gespeeld in Frankfurt en Josip Katalinski scoorde het enige doelpunt. In de openingswedstrijd van het WK in West-Duitsland dwong Joegoslavië zonder veel problemen een doelpuntloos gelijkspel tegen wereldkampioen Brazilië af. In de tweede wedstrijd evenaarde Joegoslavië het record van de hoogste overwinning dat Hongarije behaalde op het WK van 1954, een 9-0-zege op Zaïre, Dušan Bajević scoorde drie doelpunten. Door een 1-1 gelijkspel tegen Schotland werd Joegoslavië groepswinnaar dankzij die monsteroverwinning. De tweede ronde werd een grote flop, alle drie de wedstrijden gingen verloren, tegen West-Duitsland (2-0), tegen Polen (2-1) en tegen Zweden (2-1).

#### EK 1976
Joegoslavië verloor zijn tweede wedstrijd om kwalificatie voor het EK van 1976 met 1-0 van Noord-Ierland, maar door twee zeges op Zweden eindigde Joegoslavië met een ruime voorsprong van vier punten op de twee genoemde landen op de eerste plaats en voor de vierde keer in vijf EK's bereikte Joegoslavië de laatste acht. In de kwartfinales tegen Wales was men veel sterker in de thuiswedstrijd (2-0-zege) maar het wankelde nadrukkelijk in de return in Cardiff met een gemakkelijk gegeven strafschop en een gemiste van Wales. Men moest scheidsrechter Rudi Glöckner uit Oost-Duitsland in bescherming nemen voor het fanatieke publiek van Wales. Het eindtoernooi werd georganiseerd in eigen land, de enige keer dat een groot internationaal voetbaltoernooi werd georganiseerd in een communistisch land. De halve finale tegen West-Duitsland was een toonbeeld van het wisselvallige spel van de Joegoslavië, na dertig minuten had de ploeg een 2-0-voorsprong onder de bezielende leiding van de weer opgeleefde Džajić, maar in de tweede helft maakte de wereldkampioen de achterstand goed. In de verlenging scoorde invaller Dieter Müller twee doelpunten en na een 2-3-nederlaag tegen Nederland (opnieuw na verlenging) eindigde Joegoslavië op de laatste plaats op hun eigen toernooi. Het was het laatste internationale toernooi van Džajić, hij scoorde twee keer, was als enige Joegoslaaf opgenomen in het beste team van het toernooi en zou uiteindelijk recordinternational van Joegoslavië worden.

#### 1976 - 1980

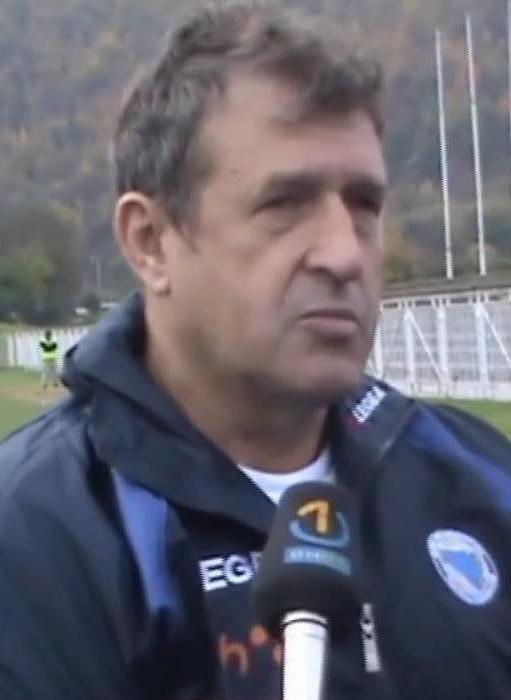
Safet Sušić

Opnieuw brak er een moeizame periode aan, voor kwalificatie voor het WK van 1978 werd eerst twee verloren, uit van Spanje en thuis van Roemenië. De derde wedstrijd leverde een sensationele 4-6-overwinning op in Roemenië, de talentvolle Bosnische spelverdeler Safet Sušić scoorde driemaal. Joegoslavië moest nu met twee goals verschil van Spanje om het WK te halen, maar door een 0-1-nederlaag in Belgrado was kwalificatie uitgesloten. Voor het EK van 1980 waren Roemenië en Spanje opnieuw de tegenstanders (samen met dreumes Cyprus) en opnieuw was de start hopeloos met twee nederlagen. De overige vier wedstrijden werden gewonnen, maar door de zwakke start kwam men één punt tekort ten opzichte van Spanje. Wel plaatste het land zich voor de Olympische Spelen in Moskou, waar een vierde plaats werd behaald.

### 1980 - 1992 Hoopvolle generatie valt uit elkaar door oorlog

#### WK 1982
Joegoslavië had weinig problemen zich te plaatsen voor het WK in 1982, het verloor drie punten aan de latere wereldkampioen Italië, maar doordat de overige wedstrijden werden gewonnen plaatste het land zich voor het WK, nog voor het geplaatste Italië. De start of het WK in Spanje was teleurstellend met een doelpuntloos gelijkspel tegen Noord-Ierland. In de tweede wedstrijd voelde Joegoslavië zich bestolen tegen het gastland en "angstgegner" Spanje, de scheidsrechter beloonde een struikelpartij met een strafschop, die ook nog na een aanvankelijke misser over genomen mocht worden, het verloor de wedstrijd met 2-1. Nog was niets verloren, als er met 2-0 van Honduras gewonnen zou worden, was het land alsnog geplaatst voor de tweede ronde. Joegoslavië had grote moeite met de nog ongeslagen Midden-Amerikaanse dreumes en won slechts door een benutte strafschop in de slotfase. Men was nu afhankelijk van het resultaat van Spanje - Noord-Ierland, bij een zege van Spanje was Joegoslavië geplaatst. Spanje leed echter een beschamende 0-1-nederlaag en omdat Spanje één doelpunt meer scoorde dan de Joegoslaven, was Joegoslavië uitgeschakeld.

#### EK 1984

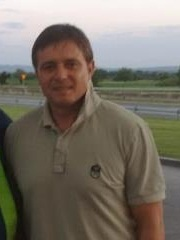
Dragan Stojković

Na dit mislukte WK was de start voor kwalificatie voor het EK van 1984 beroerd met een 3-1-nederlaag tegen laagvlieger Noorwegen. In de voorlaatste speeldag uit tegen Wales hing uitschakeling aan een zijden draad, maar door een doelpunt van Mehmed Baždarević vlak voor tijd werd de gelijkmaker gescoord. In de laatste wedstrijd thuis tegen Bulgarije zou de winnaar zich plaatsen voor het EK, bij een gelijkspel zou Wales zich plaatsen. Vlak voor tijd was de stand 2-2 en speelden beide teams vol op de aanval. In de slotfase kwamen drie Bulgaren vrij voor de goal te staan, maar ze kregen ze de bal er niet in, in de tegenaanval scoorde verdediger Radanović het beslissende doelpunt en dompelde zowel Bulgarije als Wales in rouw. Joegoslavië plaatse zich ondanks een hoog aantal tegendoelpunten: 11 in zes wedstrijden. Het EK in Frankrijk werd een grandioze flop met kansloze nederlagen tegen België (2-0) en Denemarken (5-0). Eerherstel leek in de maak in de laatste wedstrijd tegen Frankrijk, maar na een 0-1 stand bij rust maakte de Franse aanvoerder Michel Platini drie doelpunten en werd ook de derde wedstrijd verloren (3-2). Een nog jonge Dragan Stojković scoorde uit een strafschop het tweede doelpunt en zou ook onderdeel maken van het Joegoslavische team dat brons won op de Olympische Spelen.

#### 1984 - 1988
Voor het WK van 1986 streed Joegoslavië met Frankrijk, Bulgarije en Oost-Duitsland voor twee plaatsen op het WK 1986, de stand was bemoedigend met acht punten uit vijf wedstrijden. Nederlagen tegen Bulgarije en Oost-Duitsland zorgde ervoor dat Joegoslavië het lot niet meer in eigen hand had en moest winnen in Parijs. Het was opnieuw Michel Platini die de Joegoslaven de das om deed met twee doelpunten. Om het EK van 1988 te halen was Engeland de enige serieuze tegenstander, Noord-Ierland en Turkije waren geen partij. De laatste wedstrijd tegen Engeland moest gewonnen worden, maar de ploeg faalde hopeloos en stond binnen 25 minuten met 0-4 achter. Hoop gloorde in Chili, waar het jeugdteam de wereldtitel veroverde. Na zeges op Brazilië en West Duitsland werd Oost Duitsland in de finale verslagen, Robert Prosinečki werd uitgekozen tot beste speler van het toernooi. Andere prominente spelers uit die groep waren Davor Šuker en Predrag Mijatović.

#### WK 1990

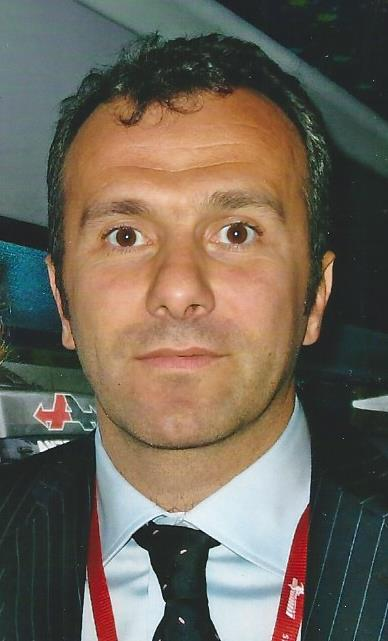
Dejan Savićević

Dragan Stojković begon zijn belofte waar te maken en speelde een prominente rol in de soepele kwalificatie voor het WK van 1990 en Joegoslavië had een ruime voorsprong op het ook geplaatste Schotland en Frankrijk. Stojković verdiende een transfer naar de Franse topclub Olympique Marseille. Het begon al te rommelen in het etnisch verdeelde Joegoslavië, Kroatië en Slovenië wilden onafhankelijke landen worden. Er vonden rellen plaats in een wedstrijd tussen Dinamo Zagreb en Rode Ster Belgrado, waarbij de Kroaat Zvonimir Boban een politieagent schopte en het WK moest missen. In een vriendschappelijke wedstrijd vlak voor het WK tegen Nederland speelde de ploeg in het Kroatische Zagreb en de ploeg werd uitgejouwd door zijn eigen supporters. Het WK in Italië begon slecht met een 4-1-nederlaag tegen West-Duitsland, maar na zeges op Colombia (1-0) en de Verenigde Arabische Emiraten werden de achtste finales gehaald. De achtste finale tegen Spanje was lange tijd een saai duel, waarna Stojković in de 78e minuut eindelijk zijn klasse liet zien met een subtiele voetbeweging en de 1-0 scoorde. Na de gelijkmaker van de Spanjaarden besliste Stojković de wedstrijd in de verlenging met een vrije trap. In de kwartfinale tegen wereldkampioen Argentinië kwam de ploeg al snel met tien man te spelen, omdat de bewaker van Diego Maradona Refik Šabanadžović al snel tegen twee gele kaarten aanliep. In opnieuw een wedstrijd zonder veel hoogtepunten bleef Joegoslavië ondanks de numerieke minderheid overeind en moesten de strafschoppen de beslissing brengen. Zowel Stojković (uit stand op de lat) als Maradona (zwak rolletje) misten en na een nieuwe misser aan Argentijnse zijde had Joegoslavië een numeriek voordeel. Missers van zowel Dragoljub Brnović als Faruk Hadžibegić zorgden alsnog voor uitschakeling, Robert Prosinečki werd uitgeroepen tot talentvolste speler van het toernooi.

#### EK 1992
Enige echte tegenstander voor kwalificatie voor het EK van 1992 was Denemarken, Joegoslavië won in Kopenhagen met 0-2 dankzij doelpunten van de Bosniër Baždarević en de Kroaat Jarni. In april 1991 leed Joegoslavië averij door de return met 1-2 te verliezen, maar de overige wedstrijden werden vaak met overmacht gewonnen. In mei won de Servische club Rode Ster Belgrado de Europa Cup I met de Kroaat Prosinečki als sterspeler. In juni kwam een einde aan alle mooie verwachtingen, toen Slovenië en Kroatië de onafhankelijkheid uitriepen en de Joegoslavische Burgeroorlog begon. Zonder de Kroatische en Sloveense spelers werden de laatste twee wedstrijden gewonnen, waardoor kwalificatie voor het EK werd gehaald. In maart 1992 breidde de oorlog zich uit over Bosnië en Herzegovina en de Serven werden gezien als hoofdschuldige van de oorlogen. Er werd door de VN een boycot ingesteld op cultureel en sportief niveau en het Joegoslavische team werd een week voordat het eindtoernooi zou beginnen geschorst. Denemarken zou de plaats van Joegoslavië innemen en zelfs de Europese titel pakken.

#### Wat als?
(Klein)-Joegoslavië zou pas in 1996 weer toegelaten worden tot de internationale kampioenschappen. In 1994 beslist Dejan Savićević de Champions League-finale voor zijn club AC Milan, Predag Mijatovic deed hetzelfde met zijn club Real Madrid in 1998. Joegoslavië haalde in 1998 de achtste finales van het WK van 1998, terwijl de Kroaten (met Prosinečki, Boban, Šuker en Jarni) de derde plaats haalde. Ook Slovenië en Macedonië hadden een speler die bij een (Italiaanse) topclub speelde, respectievelijk Srečko Katanec en Darko Pančev Het zal altijd een mysterie blijven of een verenigd Joegoslavië met deze generatie na de jeugdtitel in 1987 ook een grote internationale prijs gewonnen zou hebben.

## Deelnames aan internationale toernooien

### Wereldkampioenschap
| Wereldkampioenschap voetbal | Wereldkampioenschap voetbal | Wereldkampioenschap voetbal | Wereldkampioenschap voetbal | Wereldkampioenschap voetbal | Wereldkampioenschap voetbal | Wereldkampioenschap voetbal | Wereldkampioenschap voetbal | Wereldkampioenschap voetbal | Wereldkampioenschap voetbal |
| Jaar                        | Ronde                       | Wed.                        | W                           | G                           | V                           | DV                          | DT                          | Kwal                        |                             |
| --------------------------- | --------------------------- | --------------------------- | --------------------------- | --------------------------- | --------------------------- | --------------------------- | --------------------------- | --------------------------- | --------------------------- |
| 1930                        | Vierde plaats               | 3                           | 2                           | 0                           | 1                           | 7                           | 7                           | -                           |                             |
| 1934                        | Niet gekwalificeerd         | Niet gekwalificeerd         | Niet gekwalificeerd         | Niet gekwalificeerd         | Niet gekwalificeerd         | Niet gekwalificeerd         | Niet gekwalificeerd         | Niet gekwalificeerd         |                             |
| 1938                        | Niet gekwalificeerd         | Niet gekwalificeerd         | Niet gekwalificeerd         | Niet gekwalificeerd         | Niet gekwalificeerd         | Niet gekwalificeerd         | Niet gekwalificeerd         | Niet gekwalificeerd         |                             |
| 1950                        | Groepsfase                  | 3                           | 2                           | 0                           | 1                           | 7                           | 3                           | (Kwal.)                     |                             |
| 1954                        | Kwartfinale                 | 3                           | 1                           | 1                           | 1                           | 2                           | 3                           | (Kwal.)                     |                             |
| 1958                        | Kwartfinale                 | 4                           | 1                           | 2                           | 1                           | 7                           | 7                           | (Kwal.)                     |                             |
| 1962                        | Vierde plaats               | 6                           | 3                           | 0                           | 3                           | 10                          | 7                           | (Kwal.)                     |                             |
| 1966                        | Niet gekwalificeerd         | Niet gekwalificeerd         | Niet gekwalificeerd         | Niet gekwalificeerd         | Niet gekwalificeerd         | Niet gekwalificeerd         | Niet gekwalificeerd         | Niet gekwalificeerd         |                             |
| 1970                        | Niet gekwalificeerd         | Niet gekwalificeerd         | Niet gekwalificeerd         | Niet gekwalificeerd         | Niet gekwalificeerd         | Niet gekwalificeerd         | Niet gekwalificeerd         | Niet gekwalificeerd         |                             |
| 1974                        | Tweede ronde                | 6                           | 1                           | 2                           | 3                           | 12                          | 7                           | (Kwal.)                     |                             |
| 1978                        | Niet gekwalificeerd         | Niet gekwalificeerd         | Niet gekwalificeerd         | Niet gekwalificeerd         | Niet gekwalificeerd         | Niet gekwalificeerd         | Niet gekwalificeerd         | Niet gekwalificeerd         |                             |
| 1982                        | Groepsfase                  | 3                           | 1                           | 1                           | 1                           | 2                           | 2                           | (Kwal.)                     |                             |
| 1986                        | Niet gekwalificeerd         | Niet gekwalificeerd         | Niet gekwalificeerd         | Niet gekwalificeerd         | Niet gekwalificeerd         | Niet gekwalificeerd         | Niet gekwalificeerd         | Niet gekwalificeerd         |                             |
| 1990                        | Kwartfinale                 | 5                           | 3                           | 1                           | 1                           | 8                           | 6                           | (Kwal.)                     |                             |
| 1994                        | Gediskwalificeerd           | Gediskwalificeerd           | Gediskwalificeerd           | Gediskwalificeerd           | Gediskwalificeerd           | Gediskwalificeerd           | Gediskwalificeerd           | Gediskwalificeerd           |                             |
| 1998–2006                   | Bij Servië en Montenegro    | Bij Servië en Montenegro    | Bij Servië en Montenegro    | Bij Servië en Montenegro    | Bij Servië en Montenegro    | Bij Servië en Montenegro    | Bij Servië en Montenegro    | Bij Servië en Montenegro    |                             |
| 2010–heden                  | Bij Servië                  | Bij Servië                  | Bij Servië                  | Bij Servië                  | Bij Servië                  | Bij Servië                  | Bij Servië                  | Bij Servië                  |                             |

### Europees kampioenschap
| Europees kampioenschap | Europees kampioenschap            | Europees kampioenschap            | Europees kampioenschap            | Europees kampioenschap            | Europees kampioenschap            | Europees kampioenschap            | Europees kampioenschap            | Europees kampioenschap            | Europees kampioenschap |
| Jaar                   | Ronde                             | Wed.                              | W                                 | G                                 | V                                 | DV                                | DT                                | Kwal                              |                        |
| ---------------------- | --------------------------------- | --------------------------------- | --------------------------------- | --------------------------------- | --------------------------------- | --------------------------------- | --------------------------------- | --------------------------------- | ---------------------- |
| 1960                   | Tweede plaats                     | 2                                 | 1                                 | 0                                 | 1                                 | 6                                 | 6                                 | (Kwal.)                           |                        |
| 1964                   | Niet gekwalificeerd               | Niet gekwalificeerd               | Niet gekwalificeerd               | Niet gekwalificeerd               | Niet gekwalificeerd               | Niet gekwalificeerd               | Niet gekwalificeerd               | Niet gekwalificeerd               |                        |
| 1968                   | Tweede plaats                     | 3                                 | 1                                 | 1                                 | 1                                 | 2                                 | 3                                 | (Kwal.)                           |                        |
| 1972                   | Niet gekwalificeerd               | Niet gekwalificeerd               | Niet gekwalificeerd               | Niet gekwalificeerd               | Niet gekwalificeerd               | Niet gekwalificeerd               | Niet gekwalificeerd               | Niet gekwalificeerd               |                        |
| 1976                   | Vierde plaats                     | 2                                 | 0                                 | 0                                 | 2                                 | 4                                 | 7                                 | (Kwal.)                           |                        |
| 1980                   | Niet gekwalificeerd               | Niet gekwalificeerd               | Niet gekwalificeerd               | Niet gekwalificeerd               | Niet gekwalificeerd               | Niet gekwalificeerd               | Niet gekwalificeerd               | Niet gekwalificeerd               |                        |
| 1984                   | Groepsfase                        | 3                                 | 0                                 | 0                                 | 3                                 | 2                                 | 10                                | (Kwal.)                           |                        |
| 1988                   | Niet gekwalificeerd               | Niet gekwalificeerd               | Niet gekwalificeerd               | Niet gekwalificeerd               | Niet gekwalificeerd               | Niet gekwalificeerd               | Niet gekwalificeerd               | Niet gekwalificeerd               |                        |
| 1992                   | Gediskwalificeerd na kwalificatie | Gediskwalificeerd na kwalificatie | Gediskwalificeerd na kwalificatie | Gediskwalificeerd na kwalificatie | Gediskwalificeerd na kwalificatie | Gediskwalificeerd na kwalificatie | Gediskwalificeerd na kwalificatie | Gediskwalificeerd na kwalificatie |                        |

## Bekende spelers
- Radomir Antić
- Srečko Katanec (kwam daarna uit voor Slovenië)
- Robert Prosinečki (kwam daarna uit voor Kroatië)
- Dragan Stojković (kwam daarna uit voor FR Joegoslavië)
- Vladimir Jugović (kwam daarna uit voor FR Joegoslavië)
- Dejan Savićević (kwam daarna uit voor FR Joegoslavië)
- Velibor Vasović

## Bekende trainers
- Vujadin Boškov
- Tomislav Ivić
- Dražan Jerković
- Ivica Osim

FSJ · A-internationals · Bondscoaches · Selecties · Joegoslavisch vrouwenelftal · Joegoslavië U21 · Joegoslavië U19 · Joegoslavië U18 · Joegoslavië U17 · Joegoslavië U16
1920 – 1929 ·
1930 – 1939 ·
1940 – 1949 ·
1950 – 1959 ·
1960 – 1969 ·
1970 – 1979 ·
1980 – 1989 ·
1990 – 1999 ·
2000 – 2002
EK 1960 · 
EK 1968 · 
EK 1976 · 
EK 1984 · 
EK 2000
WK 1930 · 
WK 1950 · 
WK 1954 · 
WK 1958 · 
WK 1962 · 
WK 1974 · 
WK 1982 · 
WK 1990 · 
WK 1998 · 
OS 1920 · 
OS 1924 · 
OS 1928 · 
OS 1948 · 
OS 1952 · 
OS 1956 · 
OS 1960 · 
OS 1980 · 
OS 1984 · 
OS 1988
1920 · 
1921 · 
1922 · 
1923 · 
1924 · 
1925 · 
1926 · 
1927 · 
1928 · 
1929 · 
1930 · 
1931 · 
1932 · 
1933 · 
1934 · 
1935 · 
1936 · 
1937 · 
1938 · 
1939 · 
1940 · 
1941 · 
1942 · 1943 · 1944 · 1945 · 
1946 · 
1947 · 
1948 · 
1949 · 
1950 · 
1952 · 
1952 · 
1953 · 
1954 · 
1955 · 
1956 · 
1957 · 
1958 · 
1959 · 
1960 · 
1961 · 
1962 · 
1963 · 
1964 · 
1965 · 
1966 · 
1967 · 
1968 · 
1969 · 
1970 · 
1971 · 
1972 · 
1973 · 
1974 · 
1975 · 
1976 · 
1977 · 
1978 · 
1979 · 
1980 · 
1981 · 
1982 · 
1983 · 
1984 · 
1985 · 
1986 · 
1987 · 
1988 · 
1989 · 
1990 · 
1991 · 
1992 · 
1993 · 
1994 · 
1995 · 
1996 · 
1997 · 
1998 · 
1999 · 
2000 · 
2001 · 
2002 · 
Albanië ·
Algerije ·
Argentinië ·
Bangladesh ·
België ·
Bolivia ·
Bosnië en Herzegovina · 
Brazilië ·
Bulgarije ·
Canada ·
Chili ·
China ·
Colombia ·
Congo-Kinshasa ·
Costa Rica ·
Cyprus ·
Denemarken ·
DDR ·
Duitsland ·
Ecuador ·
Egypte ·
El Salvador · 
Engeland ·
Ethiopië ·
Faeröer ·
Finland ·
Frankrijk ·
Ghana · 
Griekenland ·
Honduras ·
Hongarije ·
Hongkong ·
Ierland ·
Indonesië ·
Iran ·
Israël ·
Italië ·
Japan ·
Kroatië ·
Luxemburg ·
Malta ·
Marokko ·
Mexico ·
Nederland ·
Nigeria ·
Noord-Ierland ·
Noord-Macedonië ·
Noorwegen ·
Oekraïne ·
Oostenrijk ·
Paraguay ·
Peru · 
Polen ·
Portugal ·
Roemenië ·
Rusland ·
Saarland ·
Schotland ·
Slovenië ·
Slowakije ·
Sovjet-Unie ·
Spanje ·
Tsjechië ·
Tsjecho-Slowakije ·
Tunesië ·
Turkije ·
Uruguay ·
Venezuela ·
Verenigde Arabische Emiraten ·
Verenigde Staten ·
Wales ·
Zuid-Korea ·
Zweden ·
Zwitserland
 Albanië ·  Andorra ·  Armenië ·  Azerbeidzjan ·  België ·  Bosnië en Herzegovina ·  Bulgarije ·  Cyprus ·  Denemarken ·  Duitsland ·  Engeland ·  Estland ·  Faeröer ·  Finland ·  Frankrijk ·  Georgië ·  Gibraltar ·  Griekenland ·  Hongarije ·  Ierland ·  IJsland ·  Israël ·  Italië ·  Kazachstan ·  Kosovo ·  Kroatië ·  Letland ·  Liechtenstein ·  Litouwen ·  Luxemburg ·  Malta ·  Moldavië ·  Montenegro ·  Nederland ·  Noord-Ierland ·  Noord-Macedonië ·  Noorwegen ·  Oekraïne ·  Oostenrijk ·  Polen ·  Portugal ·  Roemenië ·  Rusland ·  San Marino ·  Schotland ·  Servië ·  Slovenië ·  Slowakije ·  Spanje ·  Tsjechië ·  Turkije ·  Wales ·  Wit-Rusland ·  Zweden ·  Zwitserland
 Bohemen ·  Bohemen en Moravië ·  Duitse Democratische Republiek ·  Ierland ·  Joegoslavië ·  Servië en Montenegro ·  Tsjecho-Slowakije ·  GOS ·  Saarland ·  Sovjet-Unie